# كينيث براون (أستاذ جامعي)
كينيث براون (بالإنجليزية: Kenneth Brown) هو رياضياتي أمريكي، ولد في 1945.